# Electrohelcon grandis
Electrohelcon grandis är en stekelart som beskrevs av Charles Thomas Brues 1933. Electrohelcon grandis ingår i släktet Electrohelcon och familjen bracksteklar. Inga underarter finns listade i Catalogue of Life.